# Кумульські уйгури

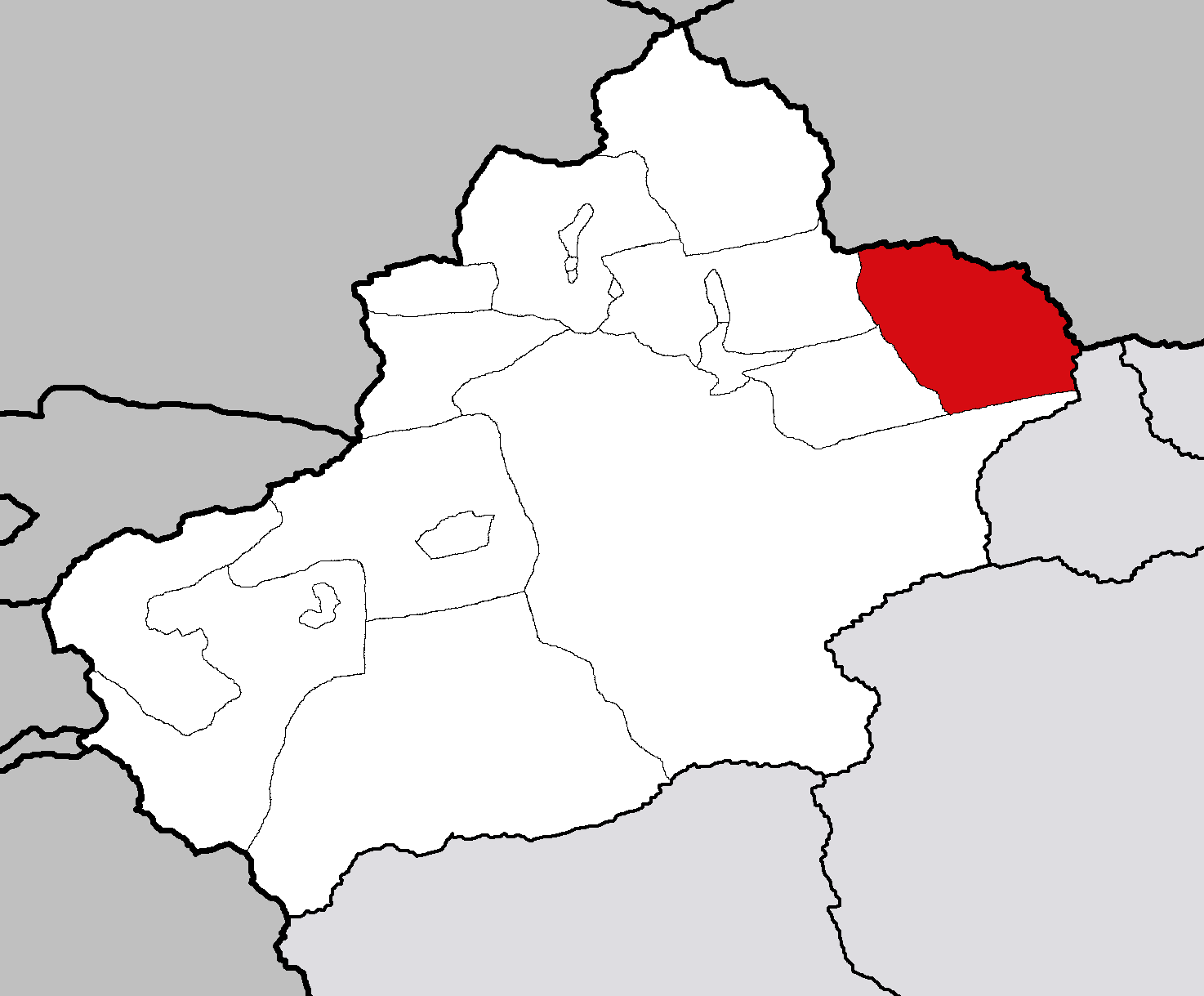
Округ Кумул (Хамі) на карті Синьцзян-Уйгурського автономного району

Кумульці, комульці, хамійці (уйг. қумуллуқлар, qumulluqlar) — субетнос (етнографічна група) уйгурів, що мешкає у Кумульській оазі, осередком якої є місто Кумул Синьцзян-Уйгурського автономного району. Незначні групи кумульських уйгурів проживають також у великих містах Синьцзяна, зокрема в Урумчі, Карамаї, Турфані. Загальна кількість становить близько 0,5 млн осіб. Кумульці (хамійці) антропологічно належать до змішаного південносибірського (туранського) типу.

## Історія
Етногенез кумульських уйгурів дуже складний. У II-I тис. до н.е. у Турфанській долині оселилися тохаро- й іраномовні народи. У період династії Хань (ІІ ст. до н.е. - II ст. н.е.) контроль над містом Кумул та відповідною оазою почергово утримувався між Китаєм та державою Хунну. Кумул, як і сусідній Турфан, неодноразово ставали каменем спотикань між цими державами. Адже Кумульська оаза з наявними родючими ґрунтами, тоді мала велике значення на Великому шовковому шляху. Тут можна було вирощувати різноманітні сільськогосподарські культури, як-от: рис, просо, пшеницю, квасолю. Декілька разів ханьською державою у Кумульській оазі засновувалися землеробські поселення, аби забезпечувати продуктами військові загони імперії та торговців на Великому шовковому шляху.
З початку І тис. н.е. з посиленням впливу кочових хуннів на територію Східного Туркестану, у Кумульську оазу зокрема, починають проникати тюркські племена, які в оазі поступово стають численнішими і асимілюють місцеве ірано-тохарське населення. Останні пам'ятки тохарської та іранської писемності датуються VII-VIII ст.ст. н.е. До часу прибуття у Кумул предків уйгурів процес тюркизації місцевого ірано-тохаромовного населення фактично був завершений, а з моменту приходу уйгурських племен у Хамі (Кумулі) поширюється давньоуйгурська (ідикутська) мова.
У період з IX по XIV ст. Кумул був у складі розвинутої та впливової у регіоні держави Турфанського ідикутства. У цей час серед кумульців були розповсюджені кілька релігій буддизм, християнство (несторіанство) і маніхейство. 
З входженням Хамі до складу Монгольської імперії (ХІІІ ст.) і наступної ліквідації ідикутства (XIV ст.) поступово розпочинається процес ісламізації хамійців, який остаточно закінчився у XV-XVI ст.ст. У цей період у XIII-XV ст.ст. караханідська мова витісняє давньоуйгурську (ідикутську) мову, а арабське письмо відповідно витісняє давньоуйгурську писемність.
З включенням Східного Туркестану, у тому числі Кумула (Хамі), до складу Цінської імперії кумульці, як і турфанці, більше ніж інші етнографічні групи уйгурів були представлені серед місцевих чиновників владного апарату. 
1757 року Кумул відійшов до Китаю як напівавтономне феодальне Кумульське ханство, яке існувало спочатку у складі Цінської імперії, а потім - Китайської Республіки, поки губернатором Синьцзяна у 1930 році не було скасоване. Хани Кумула були прямими нащадками каганів Уйгурського каганату. Кумульське ханство підтримувало Цінську імперію у її боротьбі з джунгарами. Хамі продовжував бути васалом Китаю, незважаючи на утворення 1884 року після дунганського повстання провінції Синьцзян. Кумульські хани мали широку владу, у тому числі судову владу, за винятком виконання рішень судів, що покладалося на китайських чиновників. Для підтвердження своєї влади хани Хамі мали один раз на шість років відвідувати Пекін. 
Однак, політика кумульських ханів викликали і невдоволення народних мас. Так, хан Мухаммед та його син і наступник хана Шах Максуд обкладали великими податками своїх підданих, примушували населення до тяжкої праці, що мало наслідком підняття у 1907 та 1912 роках повстань проти режиму. 
Кумульське ханство було частиною Синьцзяна, яка була закрита для заселення китайцями. Ханство було скасоване 1930 року, що відповідно призвело до кривавого повстання.